# シジシージャパン加盟スーパー一覧
シジシージャパン加盟スーパー一覧（シジシージャパンかめいスーパーいちらん）は、日本のボランタリー・チェーン、シジシージャパンに加盟するスーパーマーケットの一覧。

## 北海道
- ラルズ[グループ 1]
- 道南ラルズ[グループ 1]
- 福原[グループ 1]
- 北雄ラッキー
- 道北アークス[グループ 1]
- ホクノー
- 道東アークス[グループ 1]
- 東光ストア[グループ 1]
- 豊月 [1]

## 東北

### 青森県
- ユニバース[グループ 1]
- マエダ[グループ 2]

### 岩手県
- マイヤ[グループ 2]
- ベルジョイス - 北陸CGC加盟[2]。[グループ 1]
- マルイチ
- びはん

### 宮城県
- ウジエスーパー
- 伊藤チェーン[グループ 1]
- 佐市
- 和興
- 駅前ストアー

### 秋田県
- タカヤナギ
- 伊徳

### 山形県
- ト一屋
- 主婦の店鶴岡店
- おーばん[グループ 2][グループ 3]

### 福島県
- リオン・ドールコーポレーション
- マルト商事 - マルトの完全子会社。CGCにはマルト商事で加盟。
- ブイシージー[グループ 4] - 「ブイチェーン」の本部。
  - ブイワン[グループ 4] - ブイシージー関連子会社。ブイシージーの直営店の営業を行う。
- フレスコ[グループ 2]
- 運喜
- 糸吉商店
- 小堀商店
- サンエム
- 竹田屋
- サンマート小林
- 東北SK
- ネモト
- 鈴木亨商店
- コロナ商会
- はたや
- 丸光酒店
- 油屋
- ファンズ
- フードネクストステージ
- マルマサ
- ブイツー
- 若松屋
- 田原

## 関東

### 茨城県
- 結城ショッピングセンター
- セイミヤ
- タイヨー
- サンユーストアー
- かわねや
- ハリガエ

### 栃木県
- ヤオハン
- 福田屋百貨店
- 八百半フードセンター
- サンユー
- ダイユー
- オータニ

### 群馬県
- フレッセイ[グループ 5]

### 埼玉県
- マミーマート
- 丸武
- ヤオヨシ
- ジョイマート
- エンゼルファミリー（カワグチグループ）

### 千葉県
- カワグチ
- おどや
- 葵商事
- ランドロームジャパン
- ハヤシ
- 千葉スーパーマーケットグループ
- ナリタヤ
- セレクション
- おおたや
- 根岸商店

### 東京都
- 三徳
- Olympic - Olympicグループの完全子会社。CGCにはOlympicで加盟。
  - OSCエフワン - Olympicグループの完全子会社。2022年9月1日付で、株式会社エフワン（本社：埼玉県）からスーパーマーケット事業「新鮮市場エフワン」を譲受して設立[3]。株式会社エフワン時代からCGCに加盟していた。
- スーパーヤマザキ
- マルフジ
- ヤマイチ
- トップ（ニューヤヒロ）
- 信濃屋食品
- コモディイイダ
- 八丈万有
- 島田屋
- エフ・クライミング（ヒルママーケットプレイス）[広報 1]
- 龍生堂本店
- 三和 - プライベートブランド「CGC」商品は取り扱っていない。

### 神奈川県
- ヤオマサ
- 百合ヶ丘産業
- スズキヤ
- たまや
- 小田原百貨店
- やまか
- 丸山百貨店
- エイヴイ
- 横濱屋
- しまむら - 「しまむらストアー」運営。
- ビック・ライズ
- 成城石井

## 北陸・甲信越

### 新潟県
- 原信 - ダイエーなど大手スーパーへの対抗策として加盟[4]。[グループ 5]
- マルイ
- ウオロク
- イチコ
- ナルス[グループ 5]
- 玉木フードセンター

### 富山県
- アルビス
- 大阪屋ショップ
- 新鮮市場オネスト

### 石川県
- ニュー三久 - 北陸CGC加盟[5]。
- マルエー
- 大丸
- 安達
- ホームセンターロッキー

### 福井県
- 協同組合ハニー - 北陸CGC加盟[5]。[グループ 6]
  - 新鮮館おくえつ[グループ 6][グループ 7]
  - 新鮮館ふくい[グループ 6][グループ 7]
  - 中吉商店[グループ 6]
  - 松本フードセンター[グループ 6][グループ 8]
  - 片町フードセンター[グループ 6][グループ 8]
  - 東部プラザ[グループ 6][グループ 8]
  - ながすぎ[グループ 6][グループ 9]
    - いずもや[グループ 6][グループ 9] - ながすぎの完全子会社。

  - 富士屋[グループ 6]
  - エフレ[グループ 6]
  - コープ武生[グループ 6] - 越前たけふ農業協同組合の完全子会社。協同組合ハニーと業務提携。
- かじ惣
- フード福井 - 福井県農業協同組合の完全子会社。
- ヤスサキ

### 山梨県
- オギノ

### 長野県
- ツルヤ
- ニシザワ - 2005年まではダイエーとも業務提携
- キラヤ
- タケダストアー
- 第一スーパー

## 東海

### 岐阜県
- スーパーチェン主婦の店中津川店
- 玉野屋
- 三心
- ファミリーストアさとう
- エスアンドエス（トミダヤグループ）

### 静岡県
- スーパー安藤
- スーパーラック
- カネハチ
- ベストメイト
- タカヤナギ
- 静鉄ストア
- カドイケ
- 三善 - 「スーパーサンゼン」運営。
- マキヤ
- 富士屋
- 遠鉄ストア
- ヒバリヤ
- かきこや
- タカラ・エムシー（主婦の店浜松） - 2010年に浜松市の主婦の店を合併。以降も「主婦の店」ブランドの店舗のみCGC加盟店で営業。
- 三田商店
- カネカストアー
- オギノ

### 愛知県
- カネスエ - 1979年（昭和54年）4月にCGC東海が発足した時から加盟していた[6]。
- ニューライフフジ
- シバタ
- ヤマトストアー
- えぷろんフーズ
- スーパーヤオスズ
- 義津屋
- 不二屋[グループ 10]
- サンエース
- 渥美フーズ
- 山信商店
- サポーレ
- シジシー・ショップ東海
- たつみストアー
- カネ一商店
- マルスフードショップ

### 三重県
- マルヤス - 1979年（昭和54年）4月にCGC東海が発足した時から加盟していた[6]。
- 主婦の店（尾鷲） - 1979年（昭和54年）4月にCGC東海が発足した時から加盟していた[6]。法人名は「主婦の店」。本社が尾鷲市にある。
- ぎゅーとら
- 一号舘

## 近畿

### 滋賀県
- フタバヤ
- スター

### 京都府
- なかむら
- にしがき
- エムジー
- 神崎屋
- コスモコーポレーション

### 大阪府
- スーパーサンエー - 1979年（昭和54年）4月にCGC東海が発足した時から加盟していた[6]。
- マルヤス[グループ 11]
- スーパーストアナカガワ
- コノミヤ
- 不二商事

### 兵庫県
- 主婦の店赤穂店
- 銀ビルストアー
- パル・ヤマト
- 神鉄エンタープライズ
- マルアイ

### 奈良県
- 吉野ストア
- いそかわ[グループ 11] - 2005年に民事再生法適用を申請し倒産[7]。2006年にマルヤス（大阪府）の完全子会社。

### 和歌山県
- たかす
- サンキョー
- 松源

## 中国

### 鳥取県
- 東宝企業
- サンインマルイ
- エスマート[グループ 12]

### 島根県
- キヌヤ
- みしまや
- ウシオ
- ヤマダヤ
- 油屋

### 岡山県
- 協同組合シーエムシー[グループ 13]
- マルイ[グループ 12]
- 丸大[グループ 13]
- 共栄商事[グループ 13]
- 玉屋[グループ 13]
- グランドマート[グループ 13]
- みかもストア
- わたなべ生鮮館[グループ 12] - マルイの完全子会社。
- 米子マルイ

### 広島県
- フレスタ
- 藤三 - CGC広島加盟[6]。
- スパーク
- 西條商事

### 山口県
- 大和
- ユアーズ・バリュー

## 四国

### 徳島県
- オオキタ

### 愛媛県
- 波止浜スーパー
- 大屋 - （ドラッグストア）
- 今治デパート
- オズメッセ
- そごうマート

### 高知県
- サンプラザ
- 土佐山田ショッピングセンター
- サンシャインチェーン
- 末広
- ショッピングセンター プラザ・パル

## 九州・沖縄

### 福岡県
- 西鉄ストア
- 協同組合九州スーパーマーケットグループ[グループ 14] - スーパーバリュー九州本部が置く協同組合。通称「バリューグループ」
- 佐藤

- アスタラビスタ
- ダイキョープラザ[グループ 14]
- リンク
- イーマート
- マルコー
- サングリン
- サンピット
- 波佐間食料品店
- スーパーいずみ

### 佐賀県
- まいづる百貨店
- スーパーモリナガ
- 三栄

### 長崎県
- 東美
- サイキ[グループ 14]
- タケスエ[グループ 14]
- イチヤマ[グループ 14]
- ショッピングプラザ紀久屋
- サンライフ
- 中村興産
- 浜喜屋

### 熊本県
- 協同組合熊本スーパーマーケットグループ
- ヒライ
- ロッキー
- イスミ商事[グループ 14]
- ユーマートトクナガ
- 台信商店
- みやはら
- サンフードイワナガ
- サンフードてらもと

### 大分県
- サンライフ
- スーパー細川
- ホームインプルーブメントひろせ
- そのだ
- まるや[グループ 14]
- 小野商店
- スーパー青木[グループ 14]
- キチセ
- 小串商店[グループ 14]
- 神田楽市
- ショッピングプラザエース
- てつや

### 宮崎県
- 永野

### 鹿児島県
- 山形屋ストア - 1980年（昭和55年）のCGC九州本部設立時から加盟していた[8]。
- 大和 - 「だいわ」運営。
- なりざわ
- シージーシー南九州センター
- ニシムタ
- スーパーよしだ[グループ 14]
- うしじまストアー
- 鈴東商店
- 東郷スーパーマーケット
- タカミ[グループ 14]
- 秋丸商会
- タイヘイ
- グリーンストア
- ダイマル
- ヤクデン商事
- 福利商店
- 義村商店

### 沖縄県
- 金秀商事
- リウボウストア
- 丸大

## かつての参加企業

### 北海道
- 国策共栄（北海道） - 山陽国策パルプグループ。1992年のストア事業撤退に伴い全店舗を閉店した。なお、閉店後の一部店舗跡地は道北アークスの店舗となっている。
- ホームストア（北海道） - アークスグループ。2008年にグループ内の企業再編でラルズへ吸収合併。
- ピュア食品（北海道） - 静内町にあったスーパーマーケットで、2012年に事業停止[9]。
- 道北ラルズ（北海道） - アークスグループ。2012年にグループ内の企業再編でふじへ吸収合併。ふじは同時に道北アークスへ社名変更。
- 篠原商店（北海道） - アークスグループ。2015年にグループ内の企業再編で道東ラルズへ吸収合併。道東ラルズは同時に道東アークスと社名変更。
- 丸しめ志賀商店（北海道） - 2007年に脱退。2016年にCGCグループ加盟企業のラルズに事業譲渡および買収。
- 中央スーパー（北海道） - アークスグループの一社だったが、2019年コープさっぽろ傘下となったことで離脱。

### 東北
- ベルプラス（岩手県） - アークスグループ。2016年にグループ内の企業再編でジョイスへ吸収合併。ジョイスはこのときにベルジョイスとなった。
- モリヤ（宮城県） - 2011年に民事再生法の申請を行い、同年7月1日付で全店舗を仙台物産へ譲渡。法人としても解散。
- 宮城スーパーマーケットグループ（宮城県）
- 秋田ト一屋（秋田県）[10]
- 郷野目ストア（山形県） - 2024年5月に破産手続き開始決定を受ける[11]。
- 主婦の店サンユー（福島県） - 2007年にリオン・ドールコーポレーションの完全子会社となり、2009年に全店がリオン・ドールに転換。2016年にリオン・ドールコーポレーションへ吸収合併される。
- わしお（福島県） - リオン・ドールコーポレーションが2018年2月に完全子会社化[12]。
- 鎌倉屋（福島県） - 2018年にいちいが子会社化[広報 2]。
- 青木商店（福島県）
- ブイチェーン飯野店（福島県）
- イヨシ商事（福島県）
- 梅田商店（福島県）
- うおかく（福島県）

### 関東
- 宮城商店（茨城県）
- 木田ストアー（茨城県）
- スーパーまるも（茨城県） - 2021年にナルックスに事業譲渡[13]
- フレール（栃木県）
- さかいりショッパーズ（栃木県） - 2017年8月に破産手続き開始決定を受ける[14]。
- 新優本店（栃木県） - 八百半フードセンターに事業譲渡[15][16]。
- 諏訪ストア（栃木県） - 2019年5月、リオン・ドールコーポレーションが完全子会社化[17]。
- 鳥忠（群馬県）[18]
- 前橋スーパーマーケット（群馬県）[18]
- しみず（群馬県）
- スーパー丸幸（群馬県）
- ベルク（埼玉県） - 2006年にイオンが筆頭株主になる形で提携。イオングループ加入となり、2006年10月末でCGCから離脱[19]。
- サンマルシェ（埼玉県） - さいたま市を中心に展開。
- ショッピングひまわり（埼玉県） - 2014年8月15日に親会社の武蔵産業と共に民事再生法適用申請。屋号は「ひまわり」。
- スーパーマルヒロ（埼玉県） - 2016年9月29日に「スーパーマルヒロ和ケ原店」を閉店。以降、加盟店より外れる。所沢市。
- 小川商店（埼玉県） - 2011年3月24日に自己破産[20]。秩父市、屋号は「おがわや」。
- タジマ（埼玉県） - 2019年5月、ジャパンミートが完全子会社化[21]。
- マルチョウストアー（埼玉県）
- 中村ストアー（埼玉県）
- 主婦の店いしわたり（千葉県） - 市川市。
- NSCストア（千葉県）
- 主婦の店袖ヶ浦（千葉県） - 法人名は「主婦の店」。袖ケ浦市に所在した。
- ミヤスズ（千葉県） - 2013年に経営破綻し自己破産[22]。
- ハローマート（千葉県） - 2014年に民事再生法を申請。CGCからは離脱。
- マルヰストアー（千葉県） - 事業停止[23]。
- 福助（東京都） - 2014年5月31日に「フクスケ石原店」を閉店し食料品取り扱いを終了し離脱。
- 原商店（東京都）
- 主婦の店アルス（東京都）[要出典]
- バザールサクエー（東京都） - 足立区西部に展開していたスーパーマーケット。現在は倒産。[要出典]
- 大丸ピーコック（東京都） - 現在のイオンマーケットの前身企業。2001年に加盟、2004年に離脱。
- 三平ストア（東京都）[要出典]
- さえき（東京都） - 2007年にCGCから離脱し、ニチリウグループ加入。
- カドヤ食品（東京都）
- ナシヨナル物産（東京都）
- スーパーいずみ（東京都）
- 横浜市スーパーマーケット共同組合（神奈川県）
- 八広商事（神奈川県）
- スーパーやまだ（神奈川県）
- スーパーマーケット・クラウン（神奈川県） - 2017年3月17日に自己破産し、全店舗の営業停止[24]。

### 北陸・甲信越
- こたやストア - 新潟本部加盟[25]。
- やませ - 新潟本部加盟[25]。
- マルイ - 新潟本部加盟[25]。
- 宮崎商店 - 新潟本部加盟[25]。
- ウオロク - 新潟本部加盟[25]。
- 竹内商店 - 新潟本部加盟[25]。
- パワーズフジミ（新潟県） - 2013年に自己破産。
- 鳴和フードセンター - 北陸CGC加盟[5]。
- ニューたけうち - 北陸CGC加盟[5]。
- マルゲンセンター（石川県） - 2011年12月11日に事業停止し、自己破産[26]。
- 佑企（石川県） - 2016年9月に本店を閉店。2017年2月10日に自己破産手続きが開始され倒産[27]。
- まるまん（福井県） - 2006年同社のスーパーマーケット事業撤退に伴い、同じCGCグループのパルフーズ（後のFullCast（フルキャスト）、当時のハニー加盟企業の一社）が最後に残った本店を継承。
- きくかわ（福井県） - 2012年に破産[28]。
- 日向（山梨県） - 2013年1月15日に全店を閉店。オギノなどに事業を売却。
- ナルックス（石川県） - 2020年6月にイオン系のクスリのアオキホールディングスが買収[29]。
- かさはらフーズ（福井県） - 2020年6月に破産[30]。
- Full Cast（福井県）

### 東海
- 川口屋スーパーチェン（岐阜県） - 1979年（昭和54年）4月にCGC東海が発足した時から加盟していた[6]。2006年に経営破綻[31]し、CGCから離脱。その後、スーパーマーケット事業を会社分割（川口屋）したうえで愛知県の三河屋に事業譲渡。三河屋が当時CGC加盟企業であったために店舗としては再びCGC加盟店となったところもあったが、その三河屋も2017年にCGCから離脱している。
- 主婦の店高山店（岐阜県） - 2014年2月9日にバリュー岡本店を閉店しスーパーマーケット事業撤退。これに伴いCGCから離脱。
- 主婦の店土岐店（岐阜県） - 1979年（昭和54年）4月にCGC東海が発足した時から加盟していた[6]。2019年にスーパーマーケット事業から撤退。
- トミダヤ（岐阜県）
- サンフレンド（静岡県） - 現在は社名が食鮮館タイヨーでバローホールディングス傘下
- フジマキ（静岡県） - 2007年に全店を閉店。
- ひのや（静岡県） - マキヤの完全子会社で「POTETO」を運営。2007年に加盟[広報 3]。2011年にマキヤへ吸収合併される。
- ヤクモ（静岡県） - 2008年に静鉄ストアに吸収合併される。
- スーパーいしはら（静岡県） - 1979年（昭和54年）4月にCGC東海が発足した時から加盟していた[6]。愛知県を地盤とするシジシー・ショップ東海に事業譲渡。
- 主婦の店商事中部本社（愛知県） - 元々は「主婦の店全国チェーン」の市場清算業務窓口会社であったが、「主婦の店全国チェーン」の解散時に営業権をバローに譲渡し、バローのグループ会社となった。[要出典]
- ハローフーヅ（愛知県） - 1979年（昭和54年）4月にCGC東海が発足した時から加盟し、社長が同社の社長も務めた[6]。2011年にコノミヤに吸収合併されコノミヤ東海事業本部となり、CGCから離れる。
- ナフコ[グループ 10]（愛知県） - 2016年にCGCから離脱。
- トミダ[グループ 10]（愛知県） - 2016年にCGCから離脱。
- 野田屋[グループ 10]（愛知県） - 2016年にCGCから離脱。
- 三河屋（愛知県） - 2017年2月にCGCから離脱。
- ビー・アンド・ディー（愛知県） - 2018年、ツルハホールディングスが子会社化。
- 東海ファーストフード（愛知県）
- 主婦の店アルファ（三重県） - 2017年に離脱。
- アコレ（三重県） - 1999年に同県内のフレックスを存続会社として中部ウエルマートと共に合併しフレックスアコレ（現在は静岡県に本社を置くマックスバリュ東海）となり、イオングループに加入することとなったため、CGCから離脱。
- 喜久屋（三重県） - 2013年に破産[32]。
- ニューライフ（三重県） - 2016年に破産。

### 近畿
- 丸善（滋賀県） - 「マルゼン」運営。2012年に平和堂（ニチリウグループ）の完全子会社となり、CGCから離脱。
- 京都厚生会（京都府）
- カナエ（大阪府） - 2006年にスーパーサンエーへスーパーマーケット事業の営業権を譲渡しCGCから離脱。2009年に自己破産[33]。
- ラリーズ（大阪府）
- セルフ大和（大阪府）
- ベルファ（大阪府）
- トーエイ（大阪府）
- マイヨール（大阪府）
- ショッピングセンター池忠（大阪府） - 2019年9月に自己破産申請。
- サン・フード（兵庫県） - 2007年に自己破産。
- ハサカ
- エムジー
- トヨダ（兵庫県） - 資本提携関係にあった京都府のさとう（ニチリウグループ）と2010年に業務提携しさとうのグループ企業となった。この際にCGCから離脱。
- リベラルスーパーチェーン（兵庫県） - 2014年に自己破産。経営破たん直前まで営業していた店舗のうち3店舗はイオングループのマルナカに譲渡された。

### 中国
- ユアーズ（広島県） - 1979年（昭和54年）10月1日にCGC中国本部が設立した際にはユアーズ本部内に本社が設置されていた[34]。イズミ（ニチリウグループ）との提携を発表し、2015年にCGCを離脱。
- 日光ストア（鳥取県） - 1998年ごろから2002年の自主廃業[35]まで加盟していた。
- マツサカ（岡山県） - 2018年5月に大黒天物産に事業譲渡。
- おおうち（広島県） - CGC広島加盟[6]。「スーパーおおうち」を運営。2006年8月に石原商事（福岡県北九州市）に買収・合併され、この際にCGCから離脱。しかし、石原商事が2006年12月に経営破綻したため、当時CGC加盟企業であったユアーズが旧おおうちの店舗を引き継いだ。これにより実質的におおうちの店舗はCGCの店舗に返り咲いた。そのユアーズは2015年にイズミと提携したため、CGCから離脱している。
- スーパーふじおか（広島県） - 2012年にフジマートにスーパーマーケット事業の大部分を事業譲渡した際にCGCから離脱。2016年に特別清算[36]。
- 三和ストアー（広島県） - CGC広島加盟[6]。2019年3月に全店閉店。その後一部店舗をフジマートに譲渡。
- 協同組合ひじやまエーワン - CGC広島加盟[6]。
- 中央フード（山口県） - 2014年に丸久（オール日本スーパーマーケット協会会員）の完全子会社となり、CGCから離脱。

### 四国
- 主婦の店（徳島県） - 鳴門市にあった元主婦の店チェーン。2013年に自己破産[37]。
- デイリーマート（徳島県） - 2015年にイズミ（ニチリウグループ）の完全子会社となった際にCGCから離脱。
- マルナカ（香川県） - 1986年11月に加盟[38]。
- ヤマト（香川県） - 香川県内で展開していた[39]。1993年にマルナカのFCとなり[39]離脱。のち同社に事業譲渡。これにより現在に至るまで香川県から加盟社がない状態である。[要出典]
- 大見屋（愛媛県） - 2013年にCGC離脱。
- ママイ（愛媛県）　-2024年にクスリのアオキに吸収合併。
- 協同組合四国スーパーマーケットグループ（愛媛県） - 2013年にCGC離脱。
- 森松マート[グループ 15]（愛媛県） - 2012年に店舗は閉店。2013年に離脱。
- ヴォーグ（愛媛県） - 2013年に離脱。
- エフコ[グループ 15]（愛媛県） - 2013年に離脱。
- リッチ（愛媛県）[要出典]
- あさかわマート（愛媛県）
- 末広（愛媛県）
- サニーTSUBAKI（愛媛県） - 2018年に経営破綻[40]し、離脱。
- くりはら（高知県） - 2016年にサニーマートとFC契約を結び[広報 4]、CGCから離脱。
- 協同組合全高知スーパーチェーン本部（高知県） - 2015年に解散。
- 須崎スーパーストア（高知県） - 2016年に全店舗が閉店し、CGCから離脱。

### 九州・沖縄
- 丸和（福岡県） - 1980年（昭和55年）のCGC九州本部設立時から加盟していた[8]。2011年にユアーズに吸収合併される。
- マルキョウ（福岡県） - 1980年（昭和55年）のCGC九州本部設立時から加盟していた[8]。
- スーパーヤマエ（福岡県） - 1980年（昭和55年）のCGC九州本部設立時から加盟していた[8]。
- 日の出屋（福岡県） - 2007年にマミーズの完全子会社となった後に吸収合併される。この際にCGCから離脱。
- あんくるふじや（佐賀県） - 2017年4月1日付で西鉄ストアへ吸収合併。
- カーニバル（福岡県）
- 佐賀主婦の店（佐賀県） - 1980年（昭和55年）のCGC九州本部設立時から加盟していた[8]。
- 協同組合大分スーパーマーケットチェーン（大分県） - 1980年（昭和55年）のCGC九州本部設立時から加盟していた[8]。
- 辻本商店（長崎県） - 2013年にママのセンターへ吸収合併。
- 丸畑（長崎県） - 破産手続き開始申し立て[41]
- ママのセンター（長崎県）
- ニコニコ堂（熊本県） - 1986年11月に加盟[38]。
- 西紅（熊本県） - 「ハローグリーンエブリー」を運営。2012年にイズミ（ニチリウグループ）傘下のゆめマートの子会社となり、CGCから離脱。2014年にゆめマートへ吸収合併。
- 荒木屋（熊本県）
- 大浦（宮崎県） - 宮崎県で百貨店の都城大丸を運営していた。2011年末に事業を停止し、2012年に自己破産。
- かどや（宮崎県） - かつて、宮崎市を中心に店舗展開していたスーパーマーケット。CGCグループに加盟後、一時期は宮崎県地場最大手の食品スーパーとなったが、急速な多店舗化で、資金的、人材的に経営不振に陥り倒産した。[要出典]
- まるいストア（鹿児島県） - 1980年（昭和55年）のCGC九州本部設立時から加盟していた[8]。